# (31559) Alonmillet
(31559) Alonmillet est un astéroïde de la ceinture principale.

## Description
(31559) Alonmillet est un astéroïde de la ceinture principale. Il fut découvert le 15 mars 1999 à Socorro (Nouveau-Mexique) par le projet LINEAR. Il présente une orbite caractérisée par un demi-grand axe de 2,23 UA, une excentricité de 0,09 et une inclinaison de 6,1° par rapport à l'écliptique.

## Compléments